# أوبي ميتزجر
أوبي ميتزجر (بالإنجليزية: Obi Metzger)‏ (19 سبتمبر 1987 بفريتاون في سيراليون - ) هو لاعب كرة قدم سيراليوني في مركز الهجوم. شارك مع منتخب سيراليون تحت 17 سنة لكرة القدم ومنتخب سيراليون لكرة القدم. أما مع النوادي، فقد لعب مع الراسينغ بيروت ونادي بورتس أوثوريتي وهكا وFC Viikingit ‏ وTampereen Peli-Pojat-70 ‏ وMighty Blackpool F.C. ‏ وMFK Topvar Topoľčany ‏ وAtlantis FC ‏.

## وصلات خارجية
- أوبي ميتزجر على موقع الاتحاد الدولي (مؤرشف)  (الإنجليزية)
- أوبي ميتزجر على موقع قاعدة بيانات كرة القدم.إي يو (الإنجليزية)
- أوبي ميتزجر على موقع ناشيونال فوتبول تيمز (الإنجليزية)
- أوبي ميتزجر على موقع Soccerway.com (الإنجليزية)